# František Kubík
František Kubík (* 14. března 1989, Prievidza) je slovenský fotbalový záložník a reprezentant schopný nastoupit i v útoku či obraně, od října 2019 hráč českého klubu MFK Frýdek-Místek. Mimo Slovensko působil na klubové úrovni v Nizozemsku, Rusku, Řecku, na Ukrajině, v Kazachstánu a v Česku. 14. prosince 2013 se oženil, manželka se jmenuje Soňa.

## Klubová kariéra

### FK Mesto Prievidza
Svoji fotbalovou kariéru začal v mužstvu FK Mesto Prievidza, jehož je odchovanec. V létě 2007 se propracoval do seniorské kategorie. Za první tým odehrál dohromady 41 zápasů v lize a dal deset gólů.

### FK AS Trenčín
V zimním přestupovém období ročníku 2008/09 přestoupil do klubu FK AS Trenčín, který tehdy působil ve druhé nejvyšší slovenské soutěži. Celkem za Trenčín odehrál 36 ligových střetnutí, ve kterých vsítil sedm branek.

### ADO Den Haag (hostování)
V létě 2010 odešel na své první zahraniční angažmá, konkrétně na roční hostování do nizozemského klubu ADO Den Haag.
Ligový debut za Haag si připsal v úvodním kole hraném 8. 8. 2010 proti týmu Vitesse, odehrál celé utkání. ADO Den Haag podlehl soupeři na jeho hřišti v poměru 1:3. Svůj první gól dal v následujícím kole proti mužstvu Roda JC Kerkrade (prohra 1:3), ve 4. minutě dal první branku zápasu. Podruhé se střelecky prosadil 29. srpna 2010 proti klubu PSV Eindhoven, když devět minut před koncem srovnal na konečných 2:2. 18. 9. 2010 vstřelil dva góly v souboji s týmem Willem II Tilburg (výhra 4:2), prosadil se ve 49 a v 80.minutě. Následně se trefil v 9. kole proti mužstvu SBV Excelsior (výhra 2:1) a v 10. kole, kdy Haag prohrál s klubem FC Twente 2:3. V těchto utkáních dal svoji pátou a šestou branku v ročníku. Po půl roce jednal Haag s Trenčínem o přestupu, ale nedohodli se na podmínkách a Kubík i na jaře 2011 v týmu hostoval. Posedmé vsítil gól 30. 1. 2011 v souboji 21. kola, kdy v odvetě proti týmu SBV Excelsior pomohl k vysoké výhře 5:1. 20. března 2011 se trefil ve 31. minutě proti slavnému mužstvu AFC Ajaxu, Haag porazil soupeře doma 3:2. S týmem skončil na konci ročníku v tabulce na sedmém místě a postoupil s ním do play-off o účast v Evropské ligy UEFA 2011/12. V úvodním semifinále se prosadil ve 14. minutě při výhře 4:2 nad klubem Roda JC Kerkrade. Haag zvládl i odvetou, ve které zvítězil v poměru 1:2. Ve Finále se představil proti mužstvu FC Groningen a po domácí výhře 5:1 přišla prohra 2:5 po penaltách, ale Haag se i tak do předkol EL kvalifikoval. Během roku nastoupil v lize k 31 zápasům.

### FK Kubáň Krasnodar
V průběhu sezony 2011/12 přestoupil do Ruska, uzavřel čtyřletou smlouvu s tehdejším nováčkem nejvyšší soutěže Kubáněm Krasnodar. Svůj první ligový start si připsal 21. 8. 2011 ve 21. kole proti klubu FK Volga Nižnij Novgorod. Krasnodar vyhrál vysoko 5:0, Kubík přišel na hrací plochu v 77. minutě. V celku nakonec strávil pouze půl roku, během kterého nasbíral jen pět ligových startů.

### SK Tavrija Simferopol
Po nepovedeném angažmá v Krasnodaru přestoupil v únoru 2012 na Ukrajinu do týmu Tavrija Simferopol. S mužstvem uzavřel kontrakt do léta 2015. Debut si na své konto připsal ve 22. kole hraném 11. března 2012 proti Karpaty Lvov (výhra 3:2), odehrál celých 90 minut. V srpnu 2012 v Simferopolu předčasně skončil. Během svého působení odehrál v lize pouze 11 zápasů.

### FK AS Trenčín (návrat)
V průběhu ročníku 2012/13 se vrátil do Trenčína, kam zamířil jako volný hráč (zadarmo). Společně s ním přišel ze Simferopolu také další bývalý hráč Trenčína, nigerijský útočník Fanendo Adi.
Obnovenou ligovou premiéru v trenčínském dresu absolvoval 27. 10. 2012 ve 14. kole proti Tatranu Prešov, odehrál celé utkání a jeho celek zvítězil v Prešově 2:1. Prvního střeleckého zásahu po návratu se dočkal 9. března 2013, když v 55. minutě vstřelil vítězný gól na 2:1 proti klubu MFK Ružomberok. Ve 23. kole se trefil podruhé, proti týmu FC Nitra (výhra 3:0) otevřel skóre střetnutí. Své třetí branky v ročníku docílil ve 29. kole hraném 5. května 2013 proti Slovanu Bratislava (výhra 4:1), když v 54. minutě zvyšoval na 4:0. V posledních dvou kolech se trefil nejprve dvakrát v odvetě do sítě Ružomberoku (výhra 5:0) a následně jednou do branky ViOnu Zlaté Moravce (výhra 2:1). Na jaře 2013 pomohl Trenčínu ke konečnému třetímu místu a premiérové účasti v kvalifikaci o Evropskou ligu UEFA. Za tým si tentokrát připsal 19 ligových startů.

### FK Arsenal Kyjev
V létě 2013 odešel opět do zahraničí, kde se na rok upsal ukrajinskému Arsenalu Kyjev. V říjnu 2013 však Arsenal zkrachoval a Kubík se stal volným hráčem. Za Kyjev odehrál šest zápasů v lize.

### PAE Ergotelis
V prosinci 2013 byl na 10denních testech v anglickém druholigovém mužstvu Brighton & Hove Albion, kde se setkal se svým krajanem Peterem Brezovanem. Nakonec si našel nové angažmá v lednu 2014 v řeckém celku PAE Ergotelis, podepsal kontrakt do konce sezony 2013/14. V dresu Ergotelis debutoval 27. 1. 2014 proti PAE Panaitolikos (prohra 0:1). Při své premiéře přišel na hřiště na posledních 19 minut. Svůj první a zároveň jediný gól během tohoto angažmá vstřelil v posledním 34. kole ve 37. minutě a pomohl k výhře 3:0 nad klubem AEL Kallonis. Na jaře 2014 skončil Ergotelis na 15. místě a sestoupil do druhé ligy. Odehrál zde deset ligových zápasů.

### FK AS Trenčín (druhý návrat)
Před sezonou 2014/15 po vypršení smlouvy v Ergotelisu zamířil podruhé zpět do týmu FK AS Trenčín. V přípravném zápase 1. července 2014 vystřílel čtyřmi góly ve druhém poločase obrat na konečných 4:2 pro Trenčín proti polskému mužstvu Ruch Chorzów. S Trenčínem se představil v Evropské lize UEFA 2014/15. Klub nejprve postoupil ve druhém předkole přes Vojvodinu Novi Sad ze Srbska (výhra 4:0 a prohra 0:3). Následně byl vyřazeno ve 3. předkole anglickým týmem Hull City AFC (remíza 0:0 a prohra 1:2).
Svůj ligový debut si při druhém návratu odbyl 12. července 2014 v 1. kole proti mužstvu FC DAC 1904 Dunajská Streda (výhra 2:1), odehrál celý zápas. V šestém kole se velkou mírou podílel na výhře 4:2 nad klubem MFK Košice, když během čtvrt hodiny zkompletoval hattrick. Za Trenčín tentokrát odehrál jen sedm utkání v lize, jelikož v průběhu podzimu odešel. Na jaře 2014 Trenčín získal poprvé ve své historii mistrovský titul, na kterém se Kubík částečně podílel.

### ŠK Slovan Bratislava
31. srpna 2014 přestoupil z Trenčína do konkurenčního Slovanu Bratislava.

#### Sezóna 2014/15
S týmem se představil v základní skupině I Evropské ligy UEFA 2014/15, kam byl Slovan nalosován společně s celky SSC Neapol (Itálie), Young Boys Bern (Švýcarsko) a AC Sparta Praha (Česko). Mužstvo skončilo ve skupině na posledním místě, jelikož nezískalo žádný bod a do jarního play-off nepostoupilo.
Ligový debut v dresu Slovanu si připsal v devátém kole hraném 14. září 2015 proti klubu MŠK Žilina (prohra 0:3), nastoupil na celých devadesát minut. Poprvé se střelecky prosadil v souboji s Košicemi v 16. kole, když ve 45. minutě zvyšoval na 2:0. Slovan nakonec porazil svého rivala na domácí půdě v poměru 3:0. Ve 14. kole hraném 10. 3. 2015 proti Spartaku Trnava vyrovnával na 1:1 a tímto výsledkem zápas i skončil. Potřetí se trefil 30. května 2015 na půdě týmu FC DAC 1904 Dunajská Streda, v 54. minutě zvyšoval na konečných 3:0. Během roku odehrál 17 ligových střetnutí.

#### Sezóna 2015/16
Se Slovanem došel na podzim 2015 přes mužstvo Europa FC z Gibraltaru (výhry 6:0 a 3:0) a irský klub UC Dublin (výhry 1:0 a 1:5) až do třetího předkola Evropské ligy UEFA 2015/16, kde nastoupil proti ruskému týmu FK Krasnodar a po prohře 0:2 a remíze 3:3 s ním vypadl.
Poprvé v ročníku se trefil ve 20. kole proti Trenčínu, tedy v souboji se svým bývalým zaměstnavatelem. Slovan vyhrál na hřišti soupeře 2:0 a Kubík dal první gól utkání. Následně rozvlnil síť 5. března 2016 v následujícím kole proti mužstvu FO ŽP ŠPORT Podbrezová, jeho branka z 6. minuty byla jedinou v tomto střetnutí. Se Slovanem na jaře 2016 došel až do finále slovenského poháru, kde tým podlehl v utkání hraném v Trnavě klubu AS Trenčín 1:3. Během sezony si připsal v lize 28 startů.

#### Sezóna 2016/17
S mužstvem se představil v prvním předkole Evropské ligy UEFA 2016/17 proti albánskému týmu KF Partizani. První zápas skončil bezbrankovou remízou, ale odveta v Senici se neuskutečnila. Partizani bylo přesunuto do druhého předkola Ligy mistrů UEFA 2016/17 na místo tehdejšího albánského mistra KF Skënderbeu Korçë vyloučeného kvůli podezření z ovlivňování zápasů a Slovan postoupil automaticky do dalšího předkola. Ve druhém předkole Slovan remizoval 0:0 a prohrál 0:3 s mužstvem FK Jelgava z Lotyšska a vypadl. První střelecký zásah v sezoně si na své konto připsal ve 14. kole hraném 30. 10. 2016 proti Podbrezové a podílel se na výhře 2:0. V ročníku 2016/17 získal se Slovanem domácí pohár, když společně se svými spoluhráči porazil ve finále hraném 1. května 2017 na stadionu NTC Poprad tehdy druholigový tým MFK Skalica v poměru 3:0. Svůj druhý ligový gól dal do sítě Trenčína ve 32. kole, ale konečné prohře 2:3 na půdě soupeře nezabránil. Celkem v sezoně odehrál 29 ligových utkání.

#### Sezóna 2017/18
23. června 2017 odehrál za mužstvo celých devadesát minut v utkání Česko-slovenského Superpoháru hraného v Uherském Hradišti proti českému celku FC Fastav Zlín, kterému Slovan Bratislava podlehl v penaltovém rozstřelu. Se Slovanem postoupil přes arménský klub FC Pjunik Jerevan (výhry 4:1 a 5:0) do druhého předkola Evropské ligy UEFA 2017/18, kde bratislavský tým vypadl po prohrách 0:1 a 1:2 s mužstvem Lyngby BK z Dánska. V zimě 2017/18 byl před soustředěním v tureckém městě Belek přeřazen do třetiligové juniorky a zároveň dostal svolení hledat si nové působiště. V sezoně 2017/18 se Kubík částečně podílel na vítězství ve slovenském poháru, jehož zisk "belasí" obhájili z předešlého ročníku.

### MŠK Žilina
V lednu 2018 uzavřel jako volný hráč smlouvu do konce roku 2019 s klubem MŠK Žilina, i když měl nabídky z Polska a Kazachstánu. V Žilině se sešel s trenérem Adriánem Guľou, s nímž se znal ze společného působení v Trenčíně.

## Klubové statistiky
Aktuální k 28. květnu 2018
| Sezona    | Klub                  | Soutěž       | Zápasy | Góly |
| --------- | --------------------- | ------------ | ------ | ---- |
| 2007/2008 | FK Mesto Prievidza    | 1. liga      | 25     | 6    |
| 2008/2009 | FK Mesto Prievidza    | 1. liga      | 16     | 4    |
| 2008/2009 | FK AS Trenčín         | 1. liga      | 13     | 2    |
| 2009/2010 | FK AS Trenčín         | 1. liga      | 23     | 5    |
| 2010/2011 | ADO Den Haag (host.)  | Eredivisie   | 31     | 9    |
| 2011/2012 | FK Kubáň Krasnodar    | Premier Liga | 5      | 0    |
| 2011/2012 | SK Tavrija Simferopol | Premjer-liha | 9      | 0    |
| 2012/2013 | SK Tavrija Simferopol | Premjer-liha | 2      | 0    |
| 2012/2013 | FK AS Trenčín         | Corgoň liga  | 19     | 6    |
| 2013/2014 | FK Arsenal Kyjev      | Premjer-liha | 6      | 0    |
| 2013/2014 | PAE Ergotelis         | Superliga    | 10     | 1    |
| 2014/2015 | FK AS Trenčín         | Fortuna liga | 7      | 3    |
| 2014/2015 | ŠK Slovan Bratislava  | Fortuna liga | 17     | 3    |
| 2015/2016 | ŠK Slovan Bratislava  | Fortuna liga | 28     | 2    |
| 2016/2017 | ŠK Slovan Bratislava  | Fortuna liga | 29     | 2    |
| 2017/2018 | ŠK Slovan Bratislava  | Fortuna liga | 8      | 0    |
| 2017/2018 | MŠK Žilina            | Fortuna liga | 11     | 1    |

## Reprezentační kariéra
Kubík působil v mládežnické reprezentaci Slovenska do 19 let, v jejímž dresu v letech 2007-2008 odehrál celkem devět zápasů a vstřelil jeden gól.

### A-mužstvo
V A-týmu Slovenska debutoval pod trenérem Vladimírem Weissem v přátelském zápase 9. února 2011 proti Lucembursku (prohra 1:2). Nastoupil na hrací plochu v 68. minutě. 19. listopadu 2013 dostal další příležitost pod trenérem Jánem Kozákem v přátelském utkání proti Gibraltaru, které mělo dějiště v portugalském Algarve ve městě Faro a bylo vůbec prvním oficiálním zápasem Gibraltaru po jeho přijetí za 54. člena UEFA v květnu 2013. V zápase se zrodila překvapivá remíza 0:0, za slovenský výběr nastoupili hráči z širšího reprezentačního výběru a také několik debutantů.

### Reprezentační zápasy
Zápasy Františka Kubíka v A-týmu slovenské reprezentace
| 2011                 | 1 | 0 |
| 2012                 | 0 | 0 |
| 2013                 | 1 | 0 |
| 2014                 | 0 | 0 |
| 2015                 | 0 | 0 |
| 2016                 | 1 | 0 |
| 2017                 | 0 | 0 |
| Celkem               | 3 | 0 |
| Platí k 22. 11. 2016 |   |   |